# 미카엘라 블리드
미카엘라 블리드(Michaela Blyde, 1995년 12월 29일 ~ )는 뉴질랜드의 7인제 프로 럭비 선수이자 더블 올림픽 금메달리스트이다. 2017년과 2018년에 연속으로 세계 럭비 세븐즈 올해의 선수 타이틀을 획득한 최초의 여성 선수였다. 블리드는 단일 경기에서 뉴질랜드 여자 세븐즈 선수가 가장 많은 시도를 한 기록을 보유하고 있다(2022년 코먼웰스 게임에서 스리랑카를 상대로 6번).그리고 2017년 랭포드에서 잉글랜드를 상대로 5번의 시도를 기록하면서 단일 경기 최다 시도 기록도 세웠다. 블리드는 2018 세븐즈 월드컵, 2018 커먼웰스 게임, 2020 도쿄 올림픽에서 금메달을 획득했다. 2024년 파리올림픽과 세븐즈 6회 우승. 2023년 12월 그녀는 HSBC 인터내셔널 7 시리즈에서 200번의 시도를 기록한 두 번째 여성이었다.